# Orobanche grenieri
Orobanche grenieri är en snyltrotsväxtart som beskrevs av F. Schultz. Orobanche grenieri ingår i släktet snyltrötter, och familjen snyltrotsväxter. Inga underarter finns listade i Catalogue of Life.